# Vandana Singh
Vandana Singh es una escritora y física  de ciencia ficción de origen indio, nacida en Nueva Delhi y afincada en Estados Unidos. Es profesora asociada y directora del Departamento de Física y Ciencias de la Tierra en la Universidad Estatal de Framingham en Massachusetts. Singh también es miembro del Consejo Asesor del METI (Mensajes a Inteligencia Extraterrestre), una organización sin ánimo de lucro que envía mensajes al espacio para intentar comunicarse con otras civilizaciones.

## Biografía
Vandana explica que empezó contándoles historias a su hermana pequeña. Su carrera literaria con la ciencia ficción espsculativa empezó tras leer Los desposeídos, de Ursula Le Guin. Poco después, conoció a Le Guin, asistió a un taller de escritura y se hicieron amigas.
No se debe confundir con la actriz también de origen indio del mismo nombre Vandana Singh. ni con Vandana R. Singh, editora y traductora. Siendo un nombre común en la India, hay otra Vandana Singh quiropráctica, otra fitopatóloga y otra diseñadora de moda.
Vandana se define a sí misma como escritora de ficción especulativa, la cual incluye la ciencia ficción y la fantasía. Esto implica un rango muy amplio de posibilidades, no solo hombrecillos verdes, sino especular sobre la condición humana. Nacida de Nueva Delhi, vive cerca de Boston, aunque no deja de recordar su país. Escribe en dos lenguas, inglés para los demás, e hindi para sí misma. Aprendió inglés con cuatro años, ya que sus padres están graduados en lengua inglesa, así que creció leyendo a Shakespeare y Keats, así como la literatura épica hindú y al escritor en hindi Mushi Premchand. De joven, tenía que inventarse historias para su hermana pequeña. Más tarde, hizo lo mismo para su hija. Trabaja como profesora de física en una pequeña universidad, y está doctorada en física teórica de partículas. En la última década se ha especializado en cambio climático, explorando la relación entre crisis climática, la crisis de la biodiversidad, la desigualdad y la era actual de pandemias.

## Obras

### Ficción corta
- Ambiguity Machines and other stories (ISBN 9781618731432) incluye el relato inédito "Requiem" (marzo 2018)
- The Woman Who Thought She Was A Planet and other stories (ISBN 9788189884048) incluye dos relatos inéditos: "Conservation Laws" and "Infinities" (marzo 2009)
- "The Room on the Roof" en la antología Polyphony (Ssptiembre 2002)
- "The Woman Who Thought She Was a Planet" en la antología Trampoline (agosto 2003)
- "The Wife" en la antología Polyphony (Volumen 3); recogido en Year's Best Fantasy and Horror (17)
- "Three Tales from Sky River: Myths for a Starfaring Age" en Strange Horizons (2004): mención honorífica en Year's Best Science Fiction (22) y Year's Best Fantasy and Horror (18)
- "Delhi" en la antología So Long Been Dreaming (May 2004); recogido en Year's Best Science Fiction (22)
- "Thirst" en The 3rd Alternative (invierno 2004); preseleccionada para el British Fantasy Award; mención honorífica por Year's Best Science Fiction (22) and Year's Best Fantasy and Horror (18); recogido en la antología The Inner Line: Stories by Indian Women
- "The Tetrahedron" en Internova (2005); Mencionado para el Carl Brandon Parallax Award; mención honorífica en Year's Best Science Fiction (23)
- "The Sign in the Window" en el chapbook seriado Rabid Transit (mayo 2005)
- "Hunger" en la antología Interfictions (Abrill 2007)
- "Life-pod" en Foundation - The International Review of Science Fiction (agosto 2007)
- "Of Love and Other Monsters," novela publicada en el Aqueduct Press's Conversation Pieces Series (octubre 2007)
- "Oblivion: A Journey" en la antología Clockwork Phoenix (verano 2008): recogido en Year's Best SF 14

### Ficción infantil
- Younguncle Comes to Town (March 2004)
- Younguncle in the Himalayas

### Poesía
- "A Portrait of the Artist" in Strange Horizons (2003)

2nd place in 2004 Rhysling Prize for speculative poetry (long poem category)
- "Syllables of Old Lore" in the anthology Mythic (2006)
- "The Choices of Leaves" in the anthology Mythic (2006)

#### En español
El relato "Widdam" en el libro Lenguas maternas y otros relatos (Gigamesh, 2020) y el relato "Reflexiones en alienígena" en la antología Sentir la revolución (Crononauta, 2024).